# Eudmoe carrieta
Eudmoe carrieta är en fjärilsart som beskrevs av William Schaus 1928. Eudmoe carrieta ingår i släktet Eudmoe och familjen tandspinnare. Inga underarter finns listade i Catalogue of Life.